# Anyphaenella fragilis
Anyphaenella fragilis là một loài nhện trong họ Anyphaenidae. Chúng được miêu tả năm 1948 bởi Bryant. Loài này phân bố ở Hispaniola.